# Dimiat

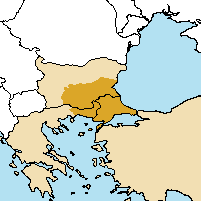
La variedad Dimiat es comúnmente encontrada en el sur y este de Bulgaria, estas zonas formaban parte de la región histórica de Tracia.

Dimiat (en búlgaro: димят; también Dimyat o Dimjat) es una vid búlgara de uva vinífera blanca. Es una de las variedades de uva blanca más ampliamente plantadas en Bulgaria, sólo superada por la variedad Rkatsiteli. Los vinos hechos de esta variedad se caracterizan por sus fragancia perfumada. Mientras que algunos ampelografos creen que la variedad es originaria de Bulgaria, según ciertas leyendas el nombre del Dimiat está asociado al de una ciudad en el Delta del Nilo y fue llevado a Europa por los cruzados durante Edad Media.

## Historia
Los orígenes exactos de la uva Dimiat son desconocidos, algunos ampelografos creen que el vino es nativo de la zona búlgara. Recientes análisis de ADN han demostrado que es una cruza de Gouais Blanc (Weißer Heunisch) con otra cepa de uva no identificada. Gouais es pariente de muchas otras variedades de uvas europeas. Una hipótesis alternativa, que es altamente improbable dado el parentesco con la Gouais, es la leyenda que asoicia a la uva como nativa del valle del Nilo (donde hoy se encuentra la ciudad egipcia de Damietta, cuyo nombre se asemeja mucjo al de esta vid) y fue llevada desde allí a Tracia por los cruzados cristianos.
Es probable que la uva fue cruzada con cepas Riesling para producir el color rosa de la variedad de uvas Misket Varnenski.

## Regiones
La uva Dimiat se cultiva casi exclusivamente en Bulgaria en viñedos ubicados sobre todo en las partes sur y orientales del país. Existen grandes plantaciones en Chirpan, Preslav y las regiones de Shumen alrededor del Mar Negro.
Otras regiones de vitivinícolas búlgaras en que se cultiva Dimiat incluyen Haskovo y Varna. Después de Rkatsiteli, es segunda uva blanca más plantada con más de 9,600 hectáreas plantadas en el 2005.
Fuera de Bulgaria, hay pequeñas plantaciones de la variedad en la región vitivinícola de Grecia de Thraki. Aquí, la Dimiat es conocida bajo el nombre de Zoumiatiko.

## Viticinicultura
La vid Dimiat se caracteriza por el tamaño voluminoso de sus uvas con el potencial de altas producciones si no se la vigila. Durante veraison las frutas toman un tono amarillo cobre. Además de ser utilizada para producir vinos de mesa, a menudo la Dimiat es destilada para obtener el brandy búlgaro (rakia).
Los vinos Dimiat son usualmente de cuerpo ligero y muy aromáticos. Los vinos poseen un cierto tono dulce y van de secos a muy dulces. En Bulgaria, algunos vinos de postre son producidos a partir de Dimiat. El vino a menudo es servido muy frío y por lo general es consumido joven sin demasiado añejamiento.

## Sinónimos
Los sinónimos diferentes de Dimiat incluyen, Ahorntraube, Beglerdia, Beglezsia, Bekaszaju, Bekaszölö, Belezsi, Belina, Belina krupna, Belogollandskii, Belogollanskii, Bemena, Bois Jaune, Damiat, Damjat, Damjat bial, Debela lipovina, Dertonia, Dertonija, Dertonilia, Dimiate, Dimjat, Drobna Lipovscina, Dymiat, Fehér Szemendriai, Galan, Koplik, Krupna belina, Laschka, Laska belina, Mana Kuki, Misket de Silven, Misket Slivenski, Nagyvögü, Pamid, Pamit, Parmac, Plovdina, Plovdina esküska, Plovdina eskulska, Saricibuk, Plovdiska, Podbelec, Podbeuz, Radoviska plovdina, Roscara, Rosiora, Saratchobok, Saridzibuk, Semendra, Semendria, Semendru, Senederevka, Smederevka, Smederevka bianca, Smederevka bijela, Smederevka white, Szemendriai féher, Szemendriai Zöld, Szemendrianer, Tök szöllö, Töksölö, Tökszölö, Töröklugas, Wippacher, Wippacher ahornblättrig, Yapalaki, Zarja, Zmedervka, Zoumiatico, Zoumiatis, Zumjat, Zumjatiko y Zumyat.